# فرودگاه نیروی زمینی سیمنز
فرودگاه نیروی زمینی سیمنز (به انگلیسی: Simmons Army Airfield) یک فرودگاه نظامی با کد یاتا FBG است که یک باند فرود آسفالت دارد و طول باند آن ۱۴۱۷ متر است. این فرودگاه در کشور ایالات متحده آمریکا قرار دارد و در ارتفاع ۷۴ متری از سطح دریا واقع شده است.